# Три золотых волоса
«Три золотых волоса» (словац. Plavcík a Vratko) — чехословацкий цветной художественный фильм-сказка 1982 года, созданный режиссёром Мартином Тяпаком.
Экранизация сказки Карела Яромира Эрбена «Три золотых волоска деда Всеведа» производства словацкой студии Koliba. Ранее по этой же сказке был снят одноимённый с ней фильм киностудии «Баррандов».
Премьера фильма состоялась 1 июня 1982 года.

## Сюжет
История начинается в тот день, когда у бедного угольщика и короля Святослава рождают сын и дочь-принцесса.
Когда-то королю Святославу было предсказано, что сын бедного угольщика, родившийся в ту же ночь, что и его дочь-принцесса, женится на наследнице престола. Чтобы не допустить этого, король несколько раз тщетно пытается предотвратить это. С целью избавиться от неподходящего жениха, он отправляет его для выполнения невыполнимой задачи. Парень должен найти и принести три золотых волоса Вратки. Юноша отправляется в путешествие со своим спутником Отлаком, пересекая несколько стран, страдающих от странных проклятий и обещая помочь всем. Его защитником стал Солнечный король, который уверен, что парень заслуживает того, чтобы стать мужем принцессы.

## В ролях
- Михал Дочоломанский[англ.] — Король Святослав
- Эмилия Вашариова — Королева
- Тереза Херц — Принцесса Юленка
- Зузана Френглова — Мадленка
- Мартин Тяпак — Отлак
- Милан Ласица — астролог
- Владо Мюллер — бедный угольщик
- Юлиус Сатинский — Солнечный король
- Стефан Скручаны — Плавчик
- Кароль Захар — Вратко
- Ян Крамар
- Юрай Ковач — наблюдающий
- Элишка Носалова — Судичка
- Марек Тяпак — пастух
- Славо Заградник